# Only Girl (In the World)
"Only Girl (In the World)" är en låt som framförs av artisten Rihanna.

## Låtlista
| - Digital download 1. "Only Girl (In the World)" – 3:55 - German CD single 1. "Only Girl (In the World)" – 3:55 2. "Only Girl (In the World)" (Extended Club Mix) – 5:39 - UK CD single 1. "Only Girl (In the World)" - 3:55 2. "Only Girl (In the World)" (Instrumental) - 3:55 | - Masterbeat.com Remixes 1. "Only Girl (In the World)" (Paul David + Barletta Remix) - 4:01 2. "Only Girl (In the World)" (The Bimbo Jones Radio Edit) – 3:52 3. "Only Girl (In the World)" (Rosabel's Only Radio Edit in the World) – 4:09 4. "Only Girl (In the World)" (Mixin Marc & Tony Svejda Radio Edit) – 4:10 5. "Only Girl (In the World)" (CCW Radio Edit) – 3:42 6. "Only Girl (In the World)" (The Bimbo Jones Club Edit) – 7:17 7. "Only Girl (In the World)" (Rosabel's Only Club Edit in the World) – 8:35 8. "Only Girl (In the World)" (Mixin Marc & Tony Svejda Club Mix) – 6:25 9. "Only Girl (In the World)" (CCW Blow It Up Club Mix) – 9:44 10. "Only Girl (In the World)" (The Bimbo Jones Dub) – 7:32 11. "Only Girl (In the World)" (Rosabel's Only Dub in the World) – 8:21 12. "Only Girl (In the World)" (Mixin Marc & Tony Svejda Instrumental) – 6:23 |